# Пирис, Кондуэло
Кондуэ́ло Пи́рис (исп. Conduelo Píriz; 17 июля 1905, Монтевидео — 25 декабря 1976) — уругвайский футболист, полузащитник, победитель первого чемпионата мира по футболу (1930).

## Биография
В 1920-30-е годы выступал за «Дефенсор», а затем за «Насьональ». За сборную Уругвая дебютировал в игре против Аргентины 16 июня 1929 года. Последний матч за «Селесте» провёл против того же соперника в Монтевидео (победа хозяев 1:0).
В составе сборной Уругвая он принимал участие в чемпионате Южной Америки в 1929 году. На том турнире сборная Уругвая заняла лишь третье место, а Пирис сыграл во всех трёх матчах.
В 1930 году Кондуэло Пирис был включён в заявку сборной Уругвая на домашний и первый в истории чемпионат мира. Несмотря на то, что сам Пирис на поле не появлялся, он также стал чемпионом мира.
Старший брат Кондуэло, Хуансито Пирис, также был известным футболистом, играл за «Пеньяроль», «Насьональ» и «Дефенсор», вместе со сборной Уругвая становился олимпийским чемпионом 1928 года. Двоюродный брат Кондуэло и Хуансито, Хуан Эмилио Пирис, становился победителем чемпионата Южной Америки 1935 года, был одним из лучших бомбардиров в истории «Дефенсора».

## Достижения
- Чемпион мира: 1930
- Чемпион Уругвая: 1933[4]